# Отмичи
О́тмичи — деревня (ранее село) в Калининском районе Тверской области. Относится к Заволжскому сельскому поселению.
Расположена в 15 км к западу Твери, на левом берегу Волги, близ впадения в неё реки Тьмы. Живописное место, вокруг — несколько пионерлагерей.

## История
В древности в Отмичах существовал Покровский-Отмицкий или Вотмицкий монастырь. Когда и кем он был основан — неизвестно. Во время литовского нашествия монастырь был разгромлен. Его единственный оставшийся храм — Покровский — стал приходским. Место Отмицкого монастыря на берегу Волги постепенно размывалось водой, так что к середине XIX века церковь стояла на самом обрыве, кладбище полностью затопило, храм перенесли вместе с селом на полкилометра выше по Тьме и там выстроили каменным (в 1845 году). В 1920-х годах он был закрыт и некоторое время использовался как клуб, в нём показывали фильмы. В 1939—1940 годах храм был разрушен, кирпич и щебень были вывезены на баржах на строительство водохранилищ на Волге. Место храма запустело.
С 2012 года восстановление монастыря легло на плечи игумена Николаевского Малицкого монастыря. Через два года, 17 августа 2012 года, был заложен фундамент нового храма в честь святых благоверных князей — страстотерпцев Бориса и Глеба. В августе 2015 года храм распахнул свои двери для прихожан деревни Отмичи и паломников Николо-Малицкого монастыря города Твери, и наконец, при участии паломников ежегодного крестного хода, была совершена долгожданная Литургия.
Весной 2018 года на Отмицком подворье стали совершаться регулярные богослужения, молебен святым страстотерпцам князьям Борису и Глебу. На подворье появились первые насельники, возобновляется монашеская жизнь. А летом 2018 года, на праздник святых Первоверховных апостолов Петра и Павла, окрестности села впервые за многие десятилетия были оглашены колокольным звоном.

## Население
| 1859 | 1886 | 2002 | 2010 |
| ---- | ---- | ---- | ---- |
| 73   | ↘71  | ↘9   | ↘8   |